# Grêne
Die Grêne (im Oberlauf Graine genannt) ist ein Fluss in Frankreich, der in der Region Nouvelle-Aquitaine  verläuft. Sie entspringt im Gemeindegebiet von Oradour-sur-Vayres, im Regionalen Naturpark Périgord-Limousin, entwässert anfangs Richtung Nordost, wendet sich dann aber nach Nordwest und mündet nach insgesamt rund 27 Kilometern im Gemeindegebiet von Chabanais als linker Nebenfluss in die Vienne. Auf ihrem Weg durchquert die Grêne die Départements Haute-Vienne und Charente.

## Orte am Fluss
- Rochechouart
- Chabanais